# Dejeania hecate
Dejeania hecate är en tvåvingeart som beskrevs av Karsch 1886. Dejeania hecate ingår i släktet Dejeania och familjen parasitflugor. Inga underarter finns listade i Catalogue of Life.